# IDNES.cz
iDNES.cz (iDNES) je zpravodajský portál na českém internetu provozovaný společností MAFRA, která vydává také deníky Mladá fronta DNES, Lidové noviny a Metro. Většinovým majitelem společnosti byl od roku 1994 do roku 2013 německý Rheinisch-Bergische Druckerei und Verlagsgesellschaft GmbH, v červnu 2013 celou skupinu MAFRA koupil podnikatel Andrej Babiš prostřednictvím svého holdingu Agrofert. V září 2023 vydavatelství koupil Karel Pražák prostřednictvím skupiny Kaprain.
Portál iDNES.cz je v provozu od 12. ledna 1998, měsíčně jej navštíví více než 4 miliony čtenářů. Obsahově úzce spolupracuje s MF DNES. Šéfredaktorem iDNES.cz je od 1. dubna 2023 Matyáš Kaiser.

## Ocenění
V desetileté historii ankety Křišťálová Lupa získal portál iDNES.cz desetkrát první místo za nejlepší zpravodajství. Projekty iDNES.cz uspěly i v dalších kategoriích. Jízdní řády iDNES.cz byly v roce 2011 druhé v kategorii Nástroje a služby, o rok později vyhrála aplikace iDNES.cz v kategorii Mobilní služba. V roce 2011 byla vyhlašována kategorie All Star, v níž iDNES.cz obsadil třetí místo. Dalším oceněním byla Zvláštní cena serveru Lupa.cz v roce 2013 pro projekt Stratocaching, jenž spoluorganizovala redakce Technet.cz.
Za roky 2000 a 2001 získala redakce iDNES.cz cenu Český zavináč za Nejlepší zpravodajství. O rok později získal iDNES.cz prvenství v kategorii Nejlepší sportovní stránka.

## Omezení diskuzního fóra
Od 1. listopadu 2012 došlo k omezení diskuzního fóra, diskutující už nebudou moci vystupovat pod přezdívkami, ale na webu se bude zobrazovat jejich jméno a příjmení. Redakce iDNES.cz argumentuje tím, že přechod k „neanonymní“ diskuzi může debatu kultivovat.

## Zpoplatnění přístupu k online obsahu
Od 17. září 2019 je iDNES.cz částečně zpoplatněn, když byla tento den otevřena nová sekce iDNES Premium. Placená sekce obsahuje tištěné tituly vydavatelství MAFRA jako jsou celá vydání deníků MF DNES a Lidové noviny, magazínů a časopisů (Téma, Rytmus života, Chvilka pro tebe). Uživatel placené sekce si vybírá z celkem 20 titulů novin a časopisů a může číst až 3 tituly najednou.
Redakce iDNES.cz, Lidovky.cz a Expres.cz zároveň uzamykají vybrané články online zpravodajství a publicistiky, které jsou v plném znění dostupné pouze v sekci Premium. Projekt iDNES Premium překročil v dubnu 2022 metu 100.000 aktivních předplatitelů.
O zpoplatnění obsahu iDNES.cz se uvažovalo už na přelomu tisíciletí, nebylo ale realizováno a byla upřednostněna politika získání co největšího počtu uživatelů online zpravodajství a s tím související objem zobrazené internetové reklamy.